# 20-я истребительная авиационная дивизия (1980)
 20-я истребительная авиационная дивизия (20-я иад) — воинское соединение Вооружённых Сил СССР в составе ВВС Дальневосточного военного округа, впоследствии в составе 1-й воздушной армии.

## История наименований
За весь период своего существования дивизия наименования не меняла:
- 20-я истребительная авиационная дивизия.

## Формирование
20-я истребительная авиационная дивизия сформирована в апреле 1980 года Приказом Министра Обороны СССР в составе ВВС Дальневосточного военного округа приданием авиационных полков, переданных из состава 11-й отдельной армии ПВО.

## Выполняемые задачи
Дивизия объединила полки, переданные из состава 11-й отдельной армии ПВО, выполнявшие задачи противовоздушной обороны. Задача дивизии состояла в охране воздушных рубежей участка государственной границы протяжённостью около 5000 км: от побережья вдоль Татарского пролива, далее остров Сахалин, заканчивая Курильскими островами. Площадь территории, прикрываемая дивизией составляла около 1,5 млн кв. км.

## Расформирование
20-я истребительная авиационная дивизия расформирована в мае 1986 года в составе 1-й воздушной армии Дальневосточного военного округа.

## В составе объединений
| Дата          | Фронт (округ)                 | Армия               |
| ------------- | ----------------------------- | ------------------- |
| 01.05.1980 г. | Дальневосточный военный округ | 1-я воздушная армия |
| 01.05.1986 г. | Дальневосточный военный округ | 1-я воздушная армия |

## Части и отдельные подразделения дивизии
За весь период своего существования боевой состав дивизии не претерпевал изменения, в её состав входили полки:
| Период                        | Части                                            | Примечание                                                        |
| ----------------------------- | ------------------------------------------------ | ----------------------------------------------------------------- |
| 01.05.1980 г. — 01.05.1986 г. | 22-й гвардейский истребительный авиационный полк | Центральная Угловая Приморский край, МиГ-23М                      |
| 01.05.1980 г. — 01.05.1986 г. | 47-й истребительный авиационный полк             | Золотая Долина (Унаши), Приморский край, Су-15ТМ;                 |
| 01.05.1980 г. — 01.05.1986 г. | 530-й истребительный авиационный полк            | Чугуевка, Приморский край, МиГ-25П                                |
| 01.05.1980 г. — 01.05.1986 г. | 821-й истребительный авиационный полк            | Хвалынка (Спасск-Дальний), Приморский край, Як-28П, МиГ-23МЛ, МЛД |

## Базирование
| Период                  | Место базирования                    |
| ----------------------- | ------------------------------------ |
| 01.05.1980 — 01.05.1986 | Центральная Угловая, Приморский край |